# Черёмушки (Челябинская область)
Черёмушки — посёлок в Красноармейском районе Челябинской области России. Входит в состав Лазурненского сельского поселения.

## География
Посёлок находится на северо-востоке Челябинской области, в лесостепной зоне, на южном берегу озера Сугояк, на расстоянии 11 километров (по прямой) к северо-западу от села Миасского, административного центра района. Абсолютная высота 204 метра над уровнем моря.

## Население
| 2002 | 2010 |
| ---- | ---- |
| 268  | ↘241 |

Гендерный состав
По данным Всероссийской переписи населения 2010 года в гендерной структуре населения мужчины составляли 49,4 %, женщины — 50,6 %.
Национальный состав
Согласно результатам переписи 2002 года, в национальной структуре населения русские составляли 88 %.

## Улицы
Уличная сеть посёлка состоит из девяти улиц.